# 2026
سنة 2026م (بالأرقام الرومانية: MMXXVI) ستكون سنة بسيطة تبدأ يوم الخميس (الرابط يظهر نموذج الجدول الزمني الكامل للسنة) من التقويم الغريغوري. وهي السنة 2026 بعد الميلاد والسنة 26 في الألفية الثالثة والقرن الواحد والعشرون والسنة ال7 في عقد 2020 يتوقع فيها حدوث تصفيات كأس العالم و الانتخابات الرئاسية العراقية .